# 筧克彦
筧 克彦（かけい かつひこ、1872年12月28日〈明治5年11月28日〉 - 1961年〈昭和36年〉2月27日）は、日本の法学者、神道思想家。東京帝国大学法学部教授、國學院大學教授。従三位勲二等法学博士。長野県諏訪出身。

## 経歴
諏訪大社のある筑摩県諏訪郡上諏訪（現・長野県諏訪市）に旧諏訪藩士筧朴郎の長男として生まれる。東京府尋常中学校、第一高等学校を経て、帝国大学法科大学入学。1897年（明治30年）、帝国大学法科大学法律学科首席卒業、法科大学卒業生総代。同期生には美濃部達吉（政治学科）など。大学卒業後直ちに大学院に入り、翌1898年から6年間ドイツに留学して、オットー・フォン・ギールケ、アドルフ・フォン・ハルナック、ヴィルヘルム・ディルタイなどに師事した。
1903年（明治36年）、帰国と同時に東京帝国大学教授（行政法第二講座）に就いた。同講座の前任者は穗積八束である。美濃部達吉、野村淳治、上杉慎吉らと戦前帝大法科における憲法学、国法学、行政法学、法理学などの教育、研究を担った。帝大の他にも、明治大学・國學院大學・海軍大学校などでも行政法・憲法を講じ、退任後は國學院大學教授に就いた。1935年（昭和10年）から1940年（昭和15年）まで東京商科大学（現一橋大学）で、美濃部達吉の後任として、田上穰治に代わるまで憲法を講じた。墓所は青山霊園(1イ2-15)。

## 家族
- 父：筧朴郎（諏訪藩士）
- 長男：筧素彦（宮内省総務課長、のち皇太后宮事務主管。終戦時には玉音盤を愛宕の放送局へ極秘裏に運搬した[5]）
- 次男：筧泰彦（学習院大学名誉教授。父の遺著の編纂を行っている）

## 研究・思想・活動

### 事物関係論
筧の法理学の根幹を為すのは「事物関係」の概念である。筧は個物が互いに同一物に帰一する関係を「表現関係」、個物がそれ自体独立する関係を「独立関係」とよび、公法理論をこの事物関係で説明した。
1934年、政治学者の矢部貞治は筧の理論を発展させ、筧克彦の還暦記念論文集に寄せた「代表の社會的基礎」（杉村章三郎編『筧教授還暦祝賀論文集』有斐閣、1934年）は「表現関係」（「表現」）と「独立関係」（「代理」）の間隙に存在する第三の社会関係（「代表」レプレゼンタチオン）を指摘した。

### 神道思想・神道教育
早くから古神道の研究を行い、戦前期の古神道理解に影響を与えた。
研究室には畳を置いた上に神棚を祀り、また大学での講義や文部省主催の講演などを始める際に柏手を打って、「惟神」（かんながら）を説く講義をした。このことから、戦前の東大法学部では一種の名物教授として知られていた。
天皇機関説事件後の1935年（昭和10年）に設置された教学刷新評議会では天皇主義、国家主義の急先鋒であった。ただし、その教育改革案は異彩を放っており、1936年2月13日の第二回特別会議で発表した『教学刷新に関する私案稿』では以下を提案した。
- 神祇府（斎神教学の最高府）、斎王（皇事を行う皇族男子）および斎王府、神祇官および神祇官会議（祭教分立の原則の下、天皇に直属し、斎神教学の明徴、審議を行う）を設ける。
- 帝国大学に皇学部、皇学研究所を設置し、教育・研究を行う。また、帝国大学に神棚を祭る。
- 入学試験、高等文官試験などで皇学を受験科目とする。

### 特徴的な国体学説
1912年（大正元年）には、いわゆる「上杉・美濃部論争」が、主としてドイツ憲法学（国法学）説の輸入学説間の大日本帝国憲法をめぐる分裂抗争の様相を見せている事を暗に批判した筧は、国家・天皇・臣民の「本来の一心同体」「一人の乞食でも之は即国家」を主張。我が国の「建国事実」に還るならば、両説が同じ「普遍我」の表現としての皇国体を学問の対象とする限り、対立の生ずるはずがないと主張した。
また昭和10年代には「大生命」において「天皇様と国家の不二一体」と「皇国」の「御主人様」との二側面の合一を皇国体の特徴として指摘している。『大日本帝国憲法の根本義』には、
- 「皇国神ながらの御主人様。御親様の御威力と皇国大生命の力とは不二たることを貴き性質とする。」
- 「天皇様と国家とはもと二元的に相対立せる存在ではなく、神代ながらに不二である。皇国は、天孫（皇孫）天降りによりて開かれ。開かれし当初より一生命、一徳、一統治権にして「大本の力は即国の普遍力」」

という記述がある。
こうした学説を唱え、国体明徴運動を推進した昭和10年代の筧を評して、同時代人の左派（進歩的知識人）の文学者中島健蔵は「近代政治学から見れば、はしにも棒にもかからない」「神道に基づく祭政一致論」を唱える、「札つきの神がかりの学者」と戦後の著書に記述している。

### 「万歳」批判と「いやさか」
中国由来の漢語である「万歳」を否定し、「いやさか」（弥栄）の優位を力説した。筧は「万歳」は明治年間（1889年）に始まる創られた伝統であると指摘し、また「万歳」を中国的な個人主義思想として批判した。言語的な観点では、「万歳」が漢音と呉音の重箱読であり、なおかつ濁音から構成されるのに対して、「いやさか」は清音から成る大和言葉であるため優れているとの主張がなされた。
この筧の「いやさか」概念は、後藤新平のボーイスカウト日本連盟にも影響を与えた。

## 弟子・影響関係
主な弟子には、行政法学者の杉村章三郎（東京大学名誉教授、青山学院大学名誉教授）、山田準次郎（明治大学名誉教授）、三潴信吾（高崎経済大学名誉教授）などがいる。
- 貞明皇后 - 非常に熱心な筧の支持者であり、筧は貞明皇后にたびたび御進講を行っている[注 1]。高松宮によれば自身の遺書には筧の著作を秩父宮や三笠宮に形見分けする旨を記載していた。なお、息子の筧素彦は宮内省に奉職している。
- 愛新覚羅溥儀 - 専制君主を念頭にする溥儀は側近の吉岡安直により、立憲君主制（外見的立憲主義）に関する筧の進講を受けた[15]。
- 加藤完治 - 筧の古神道に基づく農本主義を掲げた[16]。
- 石原莞爾 - その著『戦争史大観』で、筧の『古神道大義』の読書遍歴を経てから『日蓮聖人』に達したことを述べている[17]。
- 陸軍皇道派 - 皇道派の青年将校らに『皇国精神講話』など筧の著作が教科書とされた[18]。
- 賀屋興宣（大蔵次官、大蔵大臣、法務大臣） - 東大法学部在学時に筧の法理学の講義に非常に感銘を受け、筧を「永遠の師」と仰いだ[3]。
  - 「講義の内容もほかの教授のような平板なものではなく、きわめて熱のこもった、スケールの大きい、深い、かつ組織的なものであった。学問の神髄にふれるようなものがあった。私の人生に深く影響を与えた人は母と本永（本永実一）とそして筧先生の三人といってもいいだろう」（賀屋の『私の履歴書』日本経済新聞社 より[19]）
- 南原繁（政治学者、東大総長） - 筧の講義（国法学）に触れ、「私は先生の思想的発展についてゆくことはできなかったけれども、私がフィロゾフィーレンすること、哲学そのものに興味を持ったのは筧先生の影響です」と述べている[3]。
- 石黒英彦（官僚） - 東大法学部での門下生[20]

## 栄典
- 1913年（大正2年）1月30日 - 正五位[21]
- 1918年（大正7年）2月20日 - 従四位[22]
- 1923年（大正12年）5月10日 - 正四位[1]
- 1925年（大正14年）1月27日 - 勲二等瑞宝章[2]
- 1928年（昭和3年）5月17日 - 従三位[1]

## 著書
- 『佛教哲理』有斐閣、1911年
- 『法理戯論』有斐閣、1911年
- 『皇國之根柢邦萬之精華 古神道大義』清水書店、1913年／筧克彦博士著作刊行会、立花書房、1958年。Kindle版、2017年
- 『國家の硏究』清水書店、1913年／春陽堂、1931年
- 『西洋哲理 上巻』有斐閣、1913年／清水書店、1920年
- 『續古神道大義』清水書店（上・下）、1915年。Kindle版、2017年
- 『御即位禮勅語と國民の覺悟』清水書店、1916年
- 『風俗習慣と神ながらの實習』清水書店、1918年／春陽堂書店、1929年
- 『皇國神典至要鈔』清水書店、1918年
- 『皇國行政法 上巻』清水書店、1920年 NDLJP:980849
- 『謡曲放下僧及墨付論』清水書店、1920年
- 『神あそび やまとばたらき』蘆田書店、1924年
- 『神ながらの道』内務省神社局 1925年、岩波書店、1926年／復刻版・日本公法、1992年
- 『日本體操』筧克彦博士著作刊行会、1929年
- 『皇國精神講話』春陽堂書店、1930年、改訂版1937年
- 『皇國運動』博文館、1934年
- 『皇國憲法大旨』私家版、1936年。小冊子、Kindle版、2018年
- 『大日本帝國憲法の根本義』皇學會、1936年／岩波書店、1943年
- 『小石の響』弥栄会、1956年。小冊子・読みは「さざれのひびき」
- 『偉聖 菅原道真公』筧克彦先生米寿祝賀会、1959年
- 『謡曲「翁」の精神』筧克彦博士著作刊行会・筧泰彦編、1961年 - 以下は遺著
- 『大正の皇后宮御歌謹釈 貞明皇后と神ながらの御信仰』筧克彦博士著作刊行会、立花書房、1961年
- 『皇学図録』立花書房、1961年

## 戦後の筧克彦研究
- 竹田稔和「<紀要論文> 筧克彦の国家論--構造と特質」『岡山大学大学院文化科学研究科紀要』第10巻第1号、岡山大学大学院文化科学研究科、2000年11月、342-329頁、NAID 40005100229。
- 石川健治「権力とグラフィクス」奧平傘寿、2009年
- 中道豪一「筧克彦の神道教育 : その基礎的研究と再評価への試み (特集 明治天皇とその時代 : 明治天皇崩御百年・明治天皇御生誕百六十年)」『明治聖徳記念学会紀要』第49号、明治聖徳記念学会、2012年11月、228-247頁、ISSN 0916-0655、NAID 40019528250。
- 西田彰一『躍動する「国体」 筧克彦の思想と活動』「日文研叢書」ミネルヴァ書房、2020年